# Clásico de potrerito
Clásico de potrerito es como se denomina al partido entre los dos clubes más importantes de la ciudad de Godoy Cruz: el Andes Talleres Sport Club y el Club Deportivo Godoy Cruz Antonio Tomba. El primer enfrentamiento ocurrió en 1933 y durante mucho tiempo fue uno de los clásicos más destacados de la provincia de Mendoza, aunque no ha alcanzado otras distancias más que las competencias de la «Liga Mendocina» debido al estancamiento futbolístico de Andes Talleres y al progreso de Godoy Cruz Antonio Tomba.

El primer encuentro oficial se disputó el 18 de junio de 1933, fue victoria de Andes Talleres con goleada 6-1. La victoria más abultada de Godoy Cruz Antonio Tomba fue en 1967 por 5-0, en condición de visitante; mientras que la mayor goleada del Matador fue en 1953 por 8-1, siendo hasta ahora, la más exuberante del clásico.

El último encuentro disputado entre ambos fue el 8 de mayo de 1993, con victoria del Tomba 2-0, de visitante, de ahí hasta la fecha no se disputó un clásico más a nivel profesional.

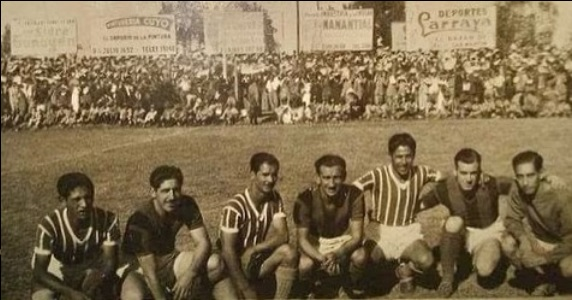
Jugadores de Andes Talleres y Godoy Cruz Antonio Tomba posando para foto en conjunto, década de 1930.

La razón por la que se instaura esta rivalidad, es, que ambos son de la ciudad de Godoy Cruz y además se ubican en barrios cercanos, habiendo algo menos de un kilómetro y medio de distancia entre los estadios de uno y otro.

## Datos generales
Son datos en los que detallan el patrimonio y números históricos realizados por ambos equipos, en el trayecto regional y nacional.
| Observaciones                                            | C.D. Godoy Cruz Antonio Tomba | Andes Talleres S.C.                     |
| -------------------------------------------------------- | ----------------------------- | --------------------------------------- |
| Fundación                                                | 1 de junio de 1921            | 9 de julio de 1933                      |
| Apodo(s)                                                 | Tomba, Bodeguero, El Expreso  | Matador, Cervecero, Tallarín, Azulgrana |
| Categoría actual                                         | Primera División de Argentina | Torneo Regional Federal Amateur         |
| Estadio                                                  | Feliciano Gambarte            | Ingelmo Nicolás Blázquez                |
| Capacidad del estadio                                    | 18.000                        | 11.000                                  |
| Estadísticas regionales, nacionales e internacionales    |                               |                                         |
| Temporadas en 1.ª AFA                                    | 19                            | -                                       |
| Temporadas en 2.ª AFA                                    | 15                            | 1                                       |
| Temporadas en 3.ª AFA                                    | 3                             | -                                       |
| Temporadas en 4.ª AFA/CF                                 | -                             | 3                                       |
| Temporadas en 5.ª AFA/CF                                 | -                             | 5                                       |
| Participación en Copas nacionales                        | 17                            | 2                                       |
| Participación en Copas internacionales                   | 7                             | -                                       |
| Títulos Nacionales                                       | 3                             | 0                                       |
| Clasificación histórica en Primera División de Argentina | 26ª (581 puntos)              | No clasifica                            |
| Estadísticas provinciales                                |                               |                                         |
| PJ en Liga Mendocina                                     | 2356                          | 2090                                    |
| Participación en Copas LMF                               | 34                            | 21                                      |
| Títulos de 1° LMF                                        | 16                            | 5                                       |
| Títulos de 2° LMF                                        | 1                             | 7                                       |
| Títulos de copas de LMF                                  | 9                             | 1                                       |
| Otros títulos de LMF                                     | 1                             | 1                                       |
| Total de Títulos Provinciales                            | 27                            | 14                                      |
| Clasificación histórica de la Liga Mendocina de Fútbol   | 3ª (2539 puntos)              | 6° (2117 puntos)                        |

## Historial de partidos
Son todos los partidos disputados entre el Tomba y el Matador en lo largo de la historia, los cuales enfrentaron en «Liga Mendocina», «Copa Vendimia» y «Torneo Preparación», entre otras competencias organizadas por el ente provincial.
- 1930s

Andes Talleres: 7 PG /  Godoy Cruz: 6 PG / 2 empates
| 1  | 18 de junio de 1933      | Andes Talleres           | 6 – 1 | Godoy Cruz Antonio Tomba |
| 2  | 28 de octubre de 1933    | Godoy Cruz Antonio Tomba | 1 – 1 | Andes Talleres           |
| 3  | 3 de junio de 1934       | Godoy Cruz Antonio Tomba | 1 – 2 | Andes Talleres           |
| 4  | 7 de octubre de 1934     | Andes Talleres           | 1 – 2 | Godoy Cruz Antonio Tomba |
| 5  | 16 de junio de 1935      | Godoy Cruz Antonio Tomba | 1 – 2 | Andes Talleres           |
| 6  | 6 de octubre de 1935     | Andes Talleres           | 1 – 0 | Godoy Cruz Antonio Tomba |
| 7  | 10 de mayo de 1936       | Andes Talleres           | 1 – 3 | Godoy Cruz Antonio Tomba |
| 8  | 9 de octubre de 1936     | Godoy Cruz Antonio Tomba | 2 – 1 | Andes Talleres           |
| 9  | 1 de noviembre de 1936   | Andes Talleres           | 2 – 1 | Godoy Cruz Antonio Tomba |
| 10 | 20 de junio de 1937      | Godoy Cruz Antonio Tomba | 0 – 1 | Andes Talleres           |
| 11 | 26 de septiembre de 1937 | Andes Talleres           | 1 – 3 | Godoy Cruz Antonio Tomba |
| 12 | 19 de junio de 1938      | Andes Talleres           | 2 – 2 | Godoy Cruz Antonio Tomba |
| 13 | 23 de octubre de 1938    | Godoy Cruz Antonio Tomba | 3 – 1 | Andes Talleres           |
| 14 | 21 de mayo de 1939       | Godoy Cruz Antonio Tomba | 5 – 2 | Andes Talleres           |
| 15 | 3 de septiembre de 1939  | Andes Talleres           | 2 – 1 | Godoy Cruz Antonio Tomba |

- 1940s

Godoy Cruz: 11 PG / Andes Talleres: 9 PG / 5 empates
| 16 | 12 de mayo de 1940       | Godoy Cruz Antonio Tomba | 5 – 3 | Andes Talleres           |
| 17 | 18 de agosto de 1940     | Andes Talleres           | 1 – 0 | Godoy Cruz Antonio Tomba |
| 18 | 20 de julio de 1941      | Godoy Cruz Antonio Tomba | 0 – 0 | Andes Talleres           |
| 19 | 21 de septiembre de 1941 | Andes Talleres           | 1 – 1 | Godoy Cruz Antonio Tomba |
| 20 | 29 de marzo de 1942      | Andes Talleres           | 2 – 1 | Godoy Cruz Antonio Tomba |
| 21 | 19 de abril de 1942      | Godoy Cruz Antonio Tomba | 1 - 2 | Andes Talleres           |
| 22 | 31 de mayo de 1941       | Andes Talleres           | 0 – 0 | Godoy Cruz Antonio Tomba |
| 23 | 20 de septiembre de 1942 | Godoy Cruz Antonio Tomba | 1 – 0 | Andes Talleres           |
| 24 | 16 de mayo de 1943       | Andes Talleres           | 1 – 4 | Godoy Cruz Antonio Tomba |
| 25 | 29 de agosto de 1943     | Godoy Cruz Antono Tomba  | 0 – 2 | Andes Talleres           |
| 26 | 25 de junio de 1944      | Andes Talleres           | 3 – 2 | Godoy Cruz Antonio Tomba |
| 27 | 10 de septiembre de 1944 | Godoy Cruz Antonio Tomba | 4 – 0 | Andes Talleres           |
| 28 | 29 de abril de 1945      | Godoy Cruz Antonio Tomba | 4 – 3 | Andes Talleres           |
| 29 | 24 de junio de 1945      | Andes Talleres           | 3 – 5 | Godoy Cruz Antonio Tomba |
| 30 | 2 de septiembre de 1945  | Godoy Cruz Antonio Tomba | 4 – 2 | Andes Talleres           |
| 31 | 21 de noviembre de 1945  | Godoy Cruz Antonio Tomba | 2 – 1 | Andes Talleres           |
| 32 | 14 de abril de 1946      | Godoy Cruz Antonio Tomba | 1 – 3 | Andes Talleres           |
| 33 | 9 de junio de 1946       | Andes Talleres           | 2 – 2 | Godoy Cruz Antonio Tomba |
| 34 | 1 de septiembre de 1946  | Godoy Cruz Antonio Tomba | 4 – 6 | Andes Talleres           |
| 35 | 1 de junio de 1947       | Andes Talleres           | 2 – 3 | Godoy Cruz Antonio Tomba |
| 36 | 10 de agosto de 1947     | Godoy Cruz Antonio Tomba | 1 – 2 | Andes Talleres           |
| 37 | 6 de junio de 1948       | Andes Talleres           | 3 – 2 | Godoy Cruz Antonio Tomba |
| 38 | 22 de agosto de 1948     | Godoy Cruz Antonio Tomba | 5 – 2 | Andes Talleres           |
| 39 | 13 de agosto de 1949     | Andes Talleres           | 1 – 3 | Godoy Cruz Antonio Tomba |
| 40 | 29 de septiembre de 1949 | Godoy Cruz Antonio Tomba | 2 – 2 | Andes Talleres           |

- 1950s

Godoy Cruz: 10 PG / Andes Talleres: 8 PG / 5 empates
| 41 | 24 de junio de 1950      | Godoy Cruz Antonio Tomba | 1 – 3 | Andes Talleres           |
| 42 | 9 de septiembre de 1950  | Andes Talleres           | 2 – 4 | Godoy Cruz Antonio Tomba |
| 43 | 22 de julio de 1951      | Godoy Cruz Antonio Tomba | 2 – 1 | Andes Talleres           |
| 44 | 23 de septiembre de 1951 | Andes Talleres           | 0 – 0 | Godoy Cruz Antonio Tomba |
| 45 | 20 de julio de 1952      | Godoy Cruz Antonio Tomba | 0 – 1 | Andes Talleres           |
| 46 | 15 de noviembre de 1952  | Andes Talleres           | 2 – 2 | Godoy Cruz Antonio Tomba |
| 47 | 13 de junio de 1953      | Andes Talleres           | 2 – 1 | Godoy Cruz Antonio Tomba |
| 48 | 26 de septiembre de 1953 | Godoy Cruz Antonio Tomba | 1 – 8 | Andes Talleres           |
| 49 | 24 de abril de 1954      | Godoy Cruz Antonio Tomba | 1 – 1 | Andes Talleres           |
| 50 | 28 de agosto de 1954     | Andes Talleres           | 4 – 0 | Godoy Cruz Antonio Tomba |
| 51 | 7 de mayo de 1955        | Andes Talleres           | 0 – 1 | Godoy Cruz Antonio Tomba |
| 52 | 28 de agosto de 1955     | Godoy Cruz Antonio Tomba | 2 – 1 | Andes Talleres           |
| 53 | 19 de noviembre de 1955  | Godoy Cruz Antonio Tomba | 1 – 2 | Andes Talleres           |
| 54 | 26 de noviembre de 1955  | Andes Talleres           | 0 – 0 | Godoy Cruz Antonio Tomba |
| 55 | 3 de marzo de 1956       | Godoy Cruz Antonio Tomba | 2 – 1 | Andes Talleres           |
| 56 | 26 de mayo de 1956       | Andes Talleres           | 0 – 1 | Godoy Cruz Antonio Tomba |
| 57 | 8 de septiembre de 1956  | Godoy Cruz Antonio Tomba | 4 – 2 | Andes Talleres           |
| 58 | 2 de junio de 1957       | Godoy Cruz Antonio Tomba | 5 – 2 | Andes Talleres           |
| 59 | 8 de septiembre de 1957  | Andes Talleres           | 1 – 3 | Godoy Cruz Antonio Tomba |
| 60 | 19 de abril de 1958      | Andes Talleres           | 4 – 3 | Godoy Cruz Antonio Tomba |
| 61 | 23 de agosto de 1958     | Godoy Cruz Antonio Tomba | 1 – 3 | Andes Talleres           |
| 62 | 20 de junio de 1959      | Andes Talleres           | 1 – 3 | Godoy Cruz Antonio Tomba |
| 63 | 4 de octubre de 1959     | Godoy Cruz Antonio Tomba | 3 – 3 | Andes Talleres           |

- 1960s

Andes Talleres: 7 PG / Godoy Cruz: 4 PG / 4 empates
| 64 | 15 de mayo de 1960      | Andes Talleres           | 4 – 2 | Godoy Cruz Antonio Tomba |
| 65 | 4 de septiembre de 1960 | Godoy Cruz Antonio Tomba | 1 – 2 | Andes Talleres           |
| 66 | 9 de abril de 1961      | Andes Talleres           | 1 – 0 | Godoy Cruz Antonio Tomba |
| 67 | 16 de julio de 1961     | Godoy Cruz Antonio Tomba | 2 – 2 | Andes Talleres           |
| 68 | 9 de mayo de 1965       | Godoy Cruz Antonio Tomba | 2 – 3 | Andes Talleres           |
| 69 | 31 de julio de 1965     | Andes Talleres           | 1 – 1 | Godoy Cruz Antonio Tomba |
| 70 | 24 de abril de 1966     | Godoy Cruz Antonio Tomba | 0 – 1 | Andes Talleres           |
| 71 | 24 de julio de 1966     | Andes Talleres           | 3 – 1 | Godoy Cruz Antonio Tomba |
| 72 | 13 de mayo de 1967      | Andes Talleres           | 2 – 1 | Godoy Cruz Antonio Tomba |
| 73 | 29 de julio de 1967     | Godoy Cruz Antonio Tomba | 1 – 1 | Andes Talleres           |
| 74 | 25 de mayo de 1968      | Andes Talleres           | 0 – 5 | Godoy Cruz Antonio Tomba |
| 75 | 11 de agosto de 1968    | Godoy Cruz Antonio Tomba | 3 – 0 | Andes Talleres           |
| 76 | 7 de noviembre de 1968  | Godoy Cruz Antonio Tomba | 1 – 0 | Andes Talleres           |
| 77 | 4 de mayo de 1969       | Godoy Cruz Antonio Tomba | 1 – 1 | Andes Talleres           |
| 78 | 27 de julio de 1969     | Andes Talleres           | 2 – 3 | Godoy Cruz Antonio Tomba |

- 1970s

Godoy Cruz: 9 PG / 9 empates / Andes Talleres: 6 PG
| 79  | 25 de febrero de 1970 | Godoy Cruz Antonio Tomba | 4 – 3 | Andes Talleres           |
| 80  | 11 de abril de 1970   | Andes Talleres           | 2 – 6 | Godoy Cruz Antonio Tomba |
| 81  | 6 de junio de 1970    | Godoy Cruz Antonio Tomba | 1 – 0 | Andes Talleres           |
| 82  | 30 de agosto de 1970  | Godoy Cruz Antonio Tomba | 1 – 1 | Andes Talleres           |
| 83  | 21 de octubre de 1970 | Andes Talleres           | 5 – 0 | Godoy Cruz Antonio Tomba |
| 84  | 16 de febrero de 1971 | Andes Talleres           | 1 – 0 | Godoy Cruz Antonio Tomba |
| 85  | 26 de febrero de 1971 | Godoy Cruz Antonio Tomba | 4 – 1 | Andes Talleres           |
| 86  | 15 de mayo de 1971    | Godoy Cruz Antonio Tomba | 1 – 2 | Andes Talleres           |
| 87  | 21 de agosto de 1971  | Andes Talleres           | 1 – 0 | Godoy Cruz Antonio Tomba |
| 88  | 22 de febrero de 1972 | Andes Talleres           | 1 – 1 | Godoy Cruz Antonio Tomba |
| 89  | 3 de marzo de 1972    | Godoy Cruz Antonio Tomba | 2 – 1 | Andes Talleres           |
| 90  | 27 de mayo de 1972    | Andes Talleres           | 1 – 1 | Godoy Cruz Antonio Tomba |
| 91  | 17 de agosto de 1972  | Godoy Cruz Antonio Tomba | 2 – 0 | Andes Talleres           |
| 92  | 20 de mayo de 1973    | Andes Talleres           | 0 – 0 | Godoy Cruz Antonio Tomba |
| 93  | 6 de febrero de 1973  | Godoy Cruz Antonio Tomba | 2 – 4 | Andes Talleres           |
| 94  | 16 de febrero de 1973 | Andes Talleres           | 1 – 1 | Godoy Cruz Antonio Tomba |
| 95  | 19 de agosto de 1973  | Godoy Cruz Antonio Tomba | 3 – 1 | Andes Talleres           |
| 96  | 29 de marzo de 1975   | Godoy Cruz Antonio Tomba | 0 – 0 | Andes Talleres           |
| 97  | 20 de junio de 1975   | Andes Talleres           | 1 – 1 | Godoy Cruz Antonio Tomba |
| 98  | 30 de mayo de 1976    | Andes Talleres           | 2 – 1 | Godoy Cruz Antonio Tomba |
| 99  | 15 de agosto de 1976  | Godoy Cruz Antonio Tomba | 1 – 0 | Andes Talleres           |
| 100 | 3 de marzo de 1979    | Andes Talleres           | 1 – 1 | Godoy Cruz Antonio Tomba |
| 101 | 5 de mayo de 1979     | Godoy Cruz Antonio Tomba | 1 – 1 | Andes Talleres           |
| 102 | 25 de agosto de 1979  | Godoy Cruz Antonio Tomba | 2 – 1 | Andes Talleres           |

- 1980s

Andes Talleres: 8 PG / 6 empates / Godoy Cruz: 5 PG
| 103 | 12 de abril de 1980      | Godoy Cruz Antonio Tomba | 1 – 1 | Andes Talleres           |
| 104 | 12 de julio de 1980      | Godoy Cruz Antonio Tomba | 0 – 2 | Andes Talleres           |
| 105 | 31 de octubre de 1980    | Andes Talleres           | 3 – 1 | Godoy Cruz Antonio Tomba |
| 106 | 18 de abril de 1981      | Andes Talleres           | 2 – 0 | Godoy Cruz Antonio Tomba |
| 107 | 21 de junio de 1981      | Godoy Cruz Antonio Tomba | 1 – 1 | Andes Talleres           |
| 108 | 25 de julio de 1981      | Godoy Cruz Antonio Tomba | 1 – 0 | Andes Talleres           |
| 109 | 10 de abril de 1982      | Andes Talleres           | 3 – 2 | Godoy Cruz Antonio Tomba |
| 110 | 15 de mayo de 1982       | Godoy Cruz Antonio Tomba | 0 – 0 | Andes Talleres           |
| 111 | 21 de agosto de 1982     | Andes Talleres           | 1 – 2 | Godoy Cruz Antonio Tomba |
| 112 | 30 de abril de 1983      | Godoy Cruz Antonio Tomba | 2 – 0 | Andes Talleres           |
| 113 | 30 de julio de 1983      | Andes Talleres           | 2 – 1 | Godoy Cruz Antonio Tomba |
| 114 | 12 de mayo de 1984       | Andes Talleres           | 3 – 1 | Godoy Cruz Antonio Tomba |
| 115 | 11 de agosto de 1984     | Godoy Cruz Antonio Tomba | 0 – 0 | Andes Talleres           |
| 116 | 15 de junio de 1985      | Andes Talleres           | 1 – 1 | Godoy Cruz Antonio Tomba |
| 117 | 15 de septiembre de 1985 | Godoy Cruz Antonio Tomba | 1 – 2 | Andes Talleres           |
| 118 | 27 de abril de 1986      | Andes Talleres           | 1 – 0 | Godoy Cruz Antonio Tomba |
| 119 | 21 de septiembre de 1986 | Godoy Cruz Antonio Tomba | 1 – 0 | Andes Talleres           |
| 120 | 29 de abril de 1989      | Godoy Cruz Antonio Tomba | 3 – 0 | Andes Talleres           |
| 121 | 12 de agosto de 1989     | Godoy Cruz Antonio Tomba | 1 – 1 | Andes Talleres           |

- 1990s

Godoy Cruz: 6 PG / 4 empates / Andes Talleres: 1 PG
| 122 | 28 de abril de 1990      | Andes Talleres           | 0 – 0 | Godoy Cruz Antonio Tomba |
| 123 | 2 de junio de 1990       | Andes Talleres           | 1 – 4 | Godoy Cruz Antonio Tomba |
| 124 | 2 de septiembre de 1990  | Godoy Cruz Antonio Tomba | 0 – 0 | Andes Talleres           |
| 125 | 28 de octubre de 1990    | Andes Talleres           | 0 – 0 | Godoy Cruz Antonio Tomba |
| 126 | 20 de abril de 1991      | Godoy Cruz Antonio Tomba | 3 – 0 | Andes Talleres           |
| 127 | 27 de julio de 1991      | Andes Talleres           | 0 – 0 | Godoy Cruz Antonio Tomba |
| 128 | 13 de octubre de 1991    | Godoy Cruz Antonio Tomba | 2 – 0 | Andes Talleres           |
| 129 | 13 de septiembre de 1992 | Andes Talleres           | 2 – 1 | Godoy Cruz Antonio Tomba |
| 130 | 19 de noviembre de 1992  | Godoy Cruz Antonio Tomba | 3 – 1 | Andes Talleres           |
| 131 | 7 de marzo de 1993       | Godoy Cruz Antonio Tomba | 3 – 0 | Andes Talleres           |
| 132 | 8 de mayo de 1993        | Andes Talleres           | 0 – 2 | Godoy Cruz Antonio Tomba |

## Futbolistas que jugaron en ambos equipos
- Rubén Hermes Almeida
- Sebastián Torrico
- Gabriel Moyano